# San Miguel del Valle
San Miguel del Valle é um município da Espanha na província de Zamora, comunidade autónoma de Castela e Leão, de área 10,57 km² com população de 198 habitantes (2007) e densidade populacional de 20,25 hab/km².

## Demografia
| Variação demográfica do município entre 1991 e 2004 | Variação demográfica do município entre 1991 e 2004 | Variação demográfica do município entre 1991 e 2004 | Variação demográfica do município entre 1991 e 2004 |
| --------------------------------------------------- | --------------------------------------------------- | --------------------------------------------------- | --------------------------------------------------- |
| 1991                                                | 1996                                                | 2001                                                | 2004                                                |
| 300                                                 | 259                                                 | 218                                                 | 214                                                 |